# تشارلز إس. لايبر
تشارلز إس. لايبر (بالإنجليزية: Charles S. Lieber)‏ هو اخصائي تغذية أمريكي، ولد في 13 فبراير 1931 في أنتويرب في بلجيكا، وتوفي في 1 مارس 2009 بسبب سرطان المعدة.